# Кунгурский узел
Кунгурский узел — прочный соединяющий временный узел, который состоит из пары переплетённых вместе простых узлов. Узел возможно сравнительно легко развязать после натяжения. Узел может быть использован на тросах и верёвках из любого материала и любого диаметра.

## История
В 1930-х годах американский вице-адмирал и герой авиации Чарльз Розендал, командир и военно-морской офицер массивного дирижабля «Лос-Анджелес» требовал, чтобы для швартовки его дирижабля использовали исключительно этот узел. Этот факт можно поставить под сомнение, так как участники команды швартовки утверждали, что всегда использовали узел устричника.
Тем не менее, ВМС США использовали узел для самолётов до 1962 года.

## См. также

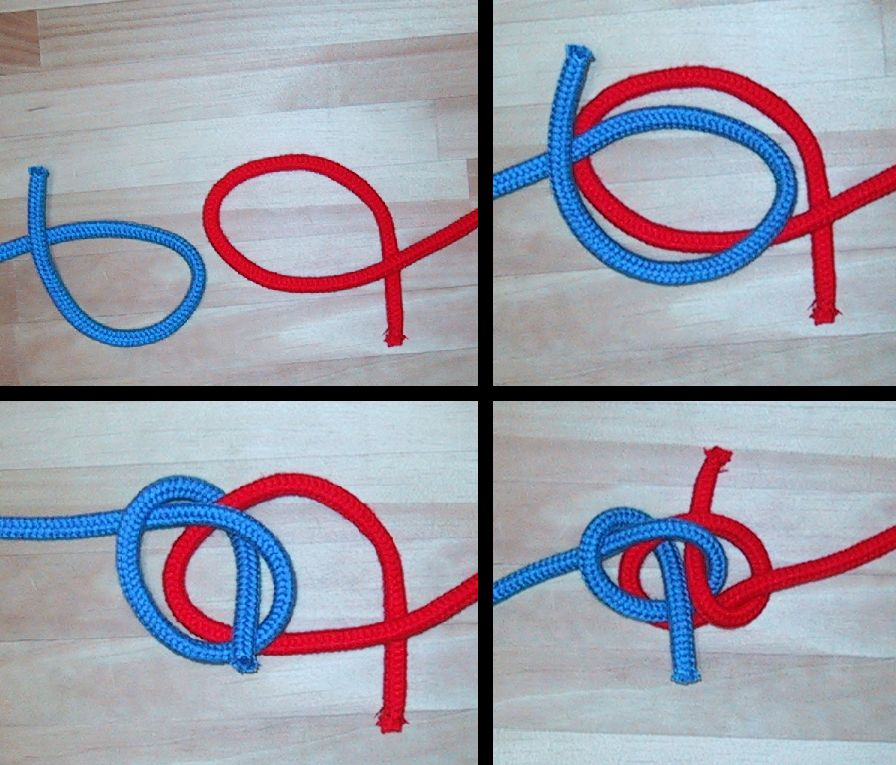
Один из способов завязывания кунгурского узла